# Phobie sociale
Ne doit pas être confondu avec Anxiété sociale (émotion), Agoraphobie, Ochlophobie ou Misanthropie.
 Mise en garde médicale
La phobie sociale (PS), ou trouble de l’anxiété sociale (TAS), est une forme de troubles anxieux définie récemment (1980 aux États-Unis) et classée actuellement parmi les troubles psychiatriques les plus fréquents. Elle correspond à ce qu'on appelle traditionnellement une timidité extrême, gênante ou handicapante.

## Historique
Hippocrate avait déjà décrit la timidité aux alentours de 400 av. J.-C..
L'expression « phobie des situations sociales » apparaît dans le cours des années 1900. Dans les années 1930, des psychologues ont utilisé le terme de « névrose sociale » pour décrire les patients extrêmement timides. À la suite des travaux de Joseph Wolpe sur la désensibilisation systématique, les recherches sur les phobies et leurs traitements augmentent. L'idée que la phobie sociale est une entité à part des autres phobies est à mettre au compte du psychiatre britannique Isaac Marks durant les années 1960. Cette idée acceptée par l'association américaine de psychiatrie (AAP), a été officiellement incluse dans la troisième édition du Manuel diagnostique et statistique des troubles mentaux (1980). La définition de la phobie a été revue dans l'édition suivante en 1989, afin de permettre une comorbidité avec le trouble de la personnalité évitante et d'introduire une nouvelle notion de « phobie sociale généralisée ».
L'attention pour ces troubles a augmenté depuis 1999 avec la mise sur le marché de médicaments antidépresseurs ISRS et IRSNa.
La phobie sociale est devenue un des troubles psychiatriques les plus fréquemment diagnostiqués, on considère que 12 % des Américains ont pu en souffrir à un moment dans leur vie.

## Symptômes
La phobie sociale est caractérisée par une peur intense qui survient dans une ou plusieurs situations sociales, et qui entraîne une gêne et un handicap dans la vie quotidienne. Ces peurs peuvent être déclenchées par le fait d'être observé par les autres ou de penser qu'on l'est. Les patients craignent d'être vus comme anxieux, bizarres, distants, repoussants ou au contraire trop attirant[réf. nécessaire], trop gros, handicapés, porteurs d'une maladie contagieuse ou pouvant supposer l'être, ou idiots. Même si ces peurs sont reconnues excessives et irrationnelles par la personne, il lui est très difficile de les surmonter. Les situations sociales sont donc progressivement évitées ce qui aggrave progressivement le trouble et entraîne un isolement.
Certaines personnes souffrant de phobie sociale ont peur de nombreuses situations sociales alors que ces difficultés sont limitées aux situations de performance chez d'autres (situation où l'on est jugé ou évalué par les autres). On parle alors de « phobie sociale de performance ».
Contrairement à d'autres troubles psychiatriques, on ne retrouve pas d'idées de persécution. Ces patients sont particulièrement vulnérables à d'autres troubles mentaux comme la dépression, les dépendances.
Les symptômes physiques qui accompagnent la phobie sociale sont : le fait de rougir ou de transpirer excessivement, des tremblements, des palpitations et des nausées. Un bégaiement peut être présent associé à un débit verbal rapide. Des attaques de panique peuvent apparaître lors de peur intense.
Souvent, la phobie sociale apparaît précocement. La moitié des patients l'ont développé avant l'âge de 11 ans et 80 % avant l'âge de 20 ans[réf. nécessaire]. Un diagnostic précoce pourrait aider à diminuer les symptômes et le développement de problèmes associés.

### Aspects cognitifs
Dans les modèles cognitifs de phobie sociale, les patients redoutent la manière dont ils vont être perçus par les autres. Ils sont excessivement focalisés sur eux-mêmes et ont des attentes très élevées. D'après la théorie de l'auto-présentation[Quoi ?][réf. souhaitée] développée en psychologie sociale, les patients essayent de créer une image positive d'eux mais sont incapables de le faire. Ils peuvent devenir extrêmement consciencieux, faire excessivement attention à toute erreur ou tout problème qui pourrait arriver et tentent de tout anticiper.
Après l'épisode angoissant, ils peuvent avoir la perception qu'ils ont été mauvais. Par la suite, ils vérifieront tout ce qui pourrait être anormal ou embarrassant. Ces pensées, qui peuvent durer plusieurs semaines, sont souvent pessimistes, auto-défaitistes et infondées. Les patients interprètent souvent une expression neutre ou ambiguë de manière négative. De nombreuses études suggèrent que les personnes anxieuses se souviennent plus des souvenirs négatifs que les autres personnes. Les distorsions cognitives sont une caractéristique principale de ce trouble. Elles sont identifiées et assouplies en thérapies cognitivo-comportementales.

### Symptômes physiologiques
Ils sont communs aux troubles anxieux, et peuvent aller jusqu'à l'attaque de panique. Ils appartiennent au registre de la réponse physiologique combat-fuite :
- une tachycardie ;
- une transpiration ;
- une hyperventilation ;
- une oppression thoracique ;
- des difficultés respiratoires ;
- un rougissement ;
- des douleurs abdominales ;
- des nausées ;
- des tremblements ;
- un bégaiement ;
- des larmes.

### Aspects comportementaux
Les symptômes alimentent un cercle vicieux, car ils peuvent confirmer le vécu des patients et ainsi renforcer leur anxiété.

#### Évitement
Pour éviter ces désagréments, les patients évitent ces situations, ce qui empêche cette réponse physiologique, mais a tendance à les sensibiliser à aggraver leurs troubles à plus long terme. Ainsi, ils choisissent de s'isoler progressivement de la société.
Ils peuvent également se sentir mal à leur aise lorsqu'ils rencontrent de nouveaux individus et agir d'une manière distante lorsqu'ils sont en groupe.
On parle de comportements évitants mineurs lorsqu'un individu tente d'éviter tout contact visuel, ou qu'il croise les bras pour éviter d'exposer un tremblement.

### Aspects émotionnels
Les effets physiologiques, similaires à ceux diagnostiqués dans d'autres troubles anxieux, sont présents chez les individus souffrant de phobie sociale. Chez les adultes, elles peuvent causer des pleurs.

## Diagnostic

### Critères diagnostiques
Ils sont définis par le DSM IV-TR :
A. Peur persistante et intense d'une ou plusieurs situations sociales ou bien de situations de performance durant lesquelles le sujet est en contact avec des gens non familiers ou bien peut être exposé à l’observation attentive d’autrui. Le sujet craint d’agir (de montrer des symptômes anxieux) de façon embarrassante ou humiliante.
B. L'exposition à la situation sociale redoutée provoque de façon quasi systématique une anxiété qui peut prendre la forme d’une attaque de panique liée à la situation ou bien facilitée par la situation.
C. Le sujet reconnaît le caractère excessif ou irraisonné de la peur.
D. Les situations sociales ou de performance sont évitées ou vécues avec une anxiété et une détresse intenses.
E. L'évitement, l'anticipation anxieuse ou la souffrance dans la (les) situation(s) sociale(s) ou de performance perturbent, de façon importante, les habitudes de l'individu, ses activités professionnelles ou scolaires, ou bien ses activités sociales ou ses relations avec autrui, ou bien le fait d'avoir cette phobie s'accompagne d'un sentiment de souffrance important.
F. Chez les individus de moins de 18 ans, la durée est d'au moins 6 mois.
G. La peur ou le comportement d'évitement n'est ni lié aux effets physiologiques directs d’une substance (p. ex., une substance donnant lieu un abus, un médicament), ni à une affection médicale générale et n'est pas mieux expliqué par un autre trouble mental (p. ex., trouble panique avec ou sans agoraphobie, trouble anxiété de séparation, peur d'une dysmorphie corporelle, trouble envahissant du développement ou personnalité schizoïde).
H. Si une affection générale ou un autre trouble mental est présent, la peur décrite au point A est indépendante de ces troubles : par exemple, le sujet ne redoute pas de bégayer, de trembler dans le cas d'une maladie de Parkinson ou de révéler un comportement alimentaire anormal dans l'anorexie mentale (Anorexia nervosa) ou boulimie (Bulimia nervosa).
Des discussions ont eu lieu concernant les études psychologiques menées et sur le diagnostic officiel de la phobie sociale. Le psychologue Ray Crozier explique qu'il est difficile de distinguer si un patient interrogé accède aux critères exposés dans le DSM-III-R ou bien s'il souffre d'une simple timidité.

#### Sous-groupes
On a montré l'existence d'un sous-groupe auquel est associée une plus grande impulsivité et plus de comportements à risque, comme des suicides.

### Controverses
Le diagnostic de phobie sociale a fait l'objet de controverses notamment autour de la question du rôle qu'a tenu l'industrie pharmaceutique dans sa constitution en 1999. Les anglophones évoquent ce scepticisme sous l'expression de disease mongering (surdiagnostic, voire invention de maladie). Le diagnostic de phobie sociale reste un diagnostic à étudier sur le long terme quant à sa validité autre que pour la délivrance de psychotropes.

### Échelles d'évaluation
- Inventaire de phobie sociale[18];
- Social Phobia and Anxiety Inventory-Brief form (en), SPAI-B ;
- Liebowitz social anxiety scale (en)

## Comorbidités
La phobie sociale est souvent associée à d'autres pathologies psychiatriques. 66 % des patients ont au moins un autre trouble psychique associé.

### Dépression
La dépression est fréquemment associée. Elle serait entre 1,49 et 3,5 fois plus fréquente dans la phobie sociale,,. Ceci pourrait être causé par un manque de relations personnelles et aux longues périodes d'isolement causées par l'évitement des situations sociales.

### Dépendances
Pour limiter ces effets désagréables, les patients peuvent parfois chercher à diminuer leur anxiété en consommant des drogues comme l'alcool. 20 % des patients atteints souffrent ainsi d'alcoolodépendance. A contrario, d'autres études montrent que la phobie sociale (PS) n'est pas associée ou est même protectrice contre les problèmes d'alcoolodépendance,. Les patients qui souffrent à la fois d'alcoolodépendance et de PS sont plus à risque de rechuter. L'alcool pourrait aider au départ mais entraîner des difficultés lors de prise massive ou de syndrome de sevrage. Le même phénomène semble aussi exister avec les benzodiazépines.

### Troubles anxieux
D'autres troubles anxieux peuvent être associés, comme le trouble anxieux généralisé,, le trouble de la personnalité évitante avec des taux de comorbidité entre 25 % et 89 %,,.

### Difficultés relationnelles
D'autres troubles peuvent entraîner des difficultés relationnelles notamment à cause de déficits de théorie de l'esprit ce qui n'est habituellement pas le cas chez les patients PS. Si ces troubles sont mieux expliqués par un trouble du spectre autistique comme le syndrome d'Asperger, on ne peut pas poser le diagnostic de PS. Cependant, 28 % de ces patients présentent les symptômes de ces deux troubles. Le handicap est plus important chez les patients qui ont un désir d'avoir des relations sociales mais qui sont conscients de leurs difficultés relationnelles.

### Trouble bipolaire et TDAH
La PS serait souvent associée au trouble bipolaire ou au trouble du déficit de l'attention avec ou sans hyperactivité. Certains chercheurs ont fait l'hypothèse d'une sensibilité cyclothymique-anxieuse. Certaines études montrent que les patients avec PS traités avec des antidépresseurs développaient plus fréquemment une hypomanie que les non phobiques,.

## Causes
Plusieurs facteurs peuvent se conjuguer pour provoquer un état de phobie sociale : physiologiques, biographiques, caractérologiques, environnementaux, comportementaux (mode de vie), chacun d'eux n'étant pas suffisant pour être pathologique s'il est considéré de façon indépendante.
D'une façon générale, les causes physiologiques de la phobie sociale peuvent être les mêmes que pour les autres troubles anxieux. Une proportion importante de cas peut être due à la prise de médicaments ou de substances ayant des propriétés de stimulant psychique (le spectre allant du café aux amphétamines en passant par certains antidépresseurs), ou à l'arrêt trop rapide de substances ou de médicaments à effets sédatifs (antidépresseurs, alcool, anxiolytiques, etc.). D'autres cas peuvent être induits par des déséquilibres hormonaux.
De nombreuses études ont cherché à mettre en évidence des bases neurobiologiques de la phobie sociale,. Elles parviennent à montrer que la timidité s'accompagne de certaines modifications de la répartition de certains neurotransmetteurs et une hyperactivité de certaines régions cérébrales.

### Dopamine
La sociabilité est fortement liée au système lié à la dopamine. Il existe une relation directe entre le statut social de volontaires et l'affinité des récepteurs D2 et D3 dans le striatum.
L'affinité des récepteurs D2 dans le striatum des patients atteints de phobie sociale est plus basse que chez des sujets sains. Il existe une anomalie de la densité du transporteur de la dopamine dans le striatum de ces patients,.
La prévalence des phobies sociales chez les patients atteints de maladie de Parkinson et de schizophrénie semble plus élevée. Une étude a retrouvé une prévalence de 50 % de phobie sociale chez les patients atteints de maladie de Parkinson. On a trouvé des symptômes de phobie sociale chez des patients traités par antagonistes dopaminergiques comme l'haloperidol.
Cependant, d'autres études n'ont pas réussi à confirmer ces premiers résultats retrouvant une perturbation du système dopaminergique chez ces patients.

### Sérotonine
Il existe une augmentation de la libération de la sérotonine dans l'amygdale, la région des noyaux du raphé, le noyau caudé, le putamen, l'hippocampe et le cortex cingulaire antérieur chez ces patients. Il existe aussi une augmentation du transporteur de la sérotonine dans la région des noyaux du raphé, le noyau caudé, le putamen, le thalamus et le cortex insulaire.

### Facteurs génétiques et familiaux
La génétique jouerait un rôle important en interaction avec l'environnement. Des études de jumeaux monozygotes adoptés et élevés dans des familles différentes ont montré que si l'un des jumeaux a développé une PS, l'autre jumeau a un risque de 30 à 50 % supérieur de développer aussi ce trouble.
Avoir un parent de premier degré atteint augmente de 2 ou 3 fois les risques d'avoir une PS. Ceci peut être associé à des facteurs génétiques mais aussi à l'apprentissage des évitements grâce à l'apprentissage par observation et l'éducation parentale. Des études suggèrent que lorsque les parents sont atteints d'un trouble anxieux ou d'une dépression, alors leur enfant est plus susceptible de développer un trouble anxieux. Les études suggèrent que les parents des patients atteints sont plus isolés socialement eux-mêmes,. La timidité chez les parents adoptifs est significativement corrélée à la timidité des enfants adoptés.

### Soutien familial
Grandir avec des parents trop protecteurs ou hypercritiques est aussi associé avec la PS. Des adolescents qui ont eu un attachement non sécure (anxieux-ambivalent) avec leurs parents avaient 2 fois plus de risque de développer un trouble anxieux dans la fin de leur adolescence notamment la phobie sociale.
On trouve des situations d'environnement familial renfermé, diminuant les expériences de sociabilisation. La phobie devient acquise lors de l'adolescence, parfois à la suite d'un événement traumatisant.

### Expériences sociales
Une expérience sociale négative peut être déclencheuse d'une PS,. Pour environ la moitié des patients, un traumatisme psychologique ou un évènement social humiliant semble associé avec l'apparition ou l'aggravation des troubles. Ce type d'événement semble particulièrement associé à une phobie spécifique de performance par exemple faire une présentation en public. Par ailleurs, le fait d'avoir eu des expériences directes ou indirectes en ayant pris connaissance d'expériences sociales désagréables chez d'autres pourrait rendre le développement de ce trouble plus fréquent.
La phobie sociale pourrait être causée par le fait d'être rejeté ou d'avoir des difficultés d'intégration. Des enfants timides ou évitants ont pointé des expériences négatives avec leurs pairs ou du harcèlement. La popularité pourrait être inversement corrélée avec la phobie sociale et les enfants rejetés par leurs pairs pourraient avoir un plus grand risque d'avoir une PS et une plus grande peur d'avoir des remarques négatives que les autres enfants. Les enfants phobiques sociaux reçoivent moins souvent des réactions positives de leurs pairs et ils peuvent s'isoler secondairement.

### Facteurs sociaux et culturels
Des facteurs culturels peuvent être liés à la PS notamment l'attitude de la société envers la timidité et les évitements, ce qui a des conséquences sur les relations interpersonnelles, l'accès à l'emploi, les relations scolaires et la honte. L'éducation serait différente selon les cultures.
Les enfants américains seraient plus susceptible de développer ce trouble si les parents donnent de l'importance à l'opinion des autres et utilisent la culpabilisation comme stratégie éducative. Cette association n'a pas été retrouvée chez les enfants chinois ou les sino-américains. Les enfants timides semblent plus acceptés par leurs pairs et sont plus respectés dans leurs aptitudes à diriger ou à être compétent contrairement à ce qui se passe dans les pays occidentaux.
Des difficultés à développer des compétences sociales pourrait aggraver la PS à cause d'une incapacité ou diminution de la confiance à agir avec d'autres ou le moins bon accueil des autres avec moins de réactions positives. Les études sont cependant mitigées. Certaines n'ont pas réussi à démontrer des baisses de performances significatives alors que d'autres si. Cependant, les patients PS perçoivent leurs compétences sociales comme basses. Il est possible que l'augmentation du besoin pour des compétences sociales sophistiquées pour créer des relations avec les autres ou une carrière, l'augmentation du sentiment de compétition et du besoin d'affirmation de soi rend les problèmes d'affirmation de soi plus fréquents notamment parmi les classes moyennes.

## Imagerie
Une partie du cerveau nommée l'amygdale, située dans le système limbique, devient hyperactive lorsque des sujets se confrontent à des situations menaçantes. Les patients souffrant d'une PS montrent une plus grande activation de l'amygdale lors de la présentation de ces stimuli,,. L'hyperactivité de l'amygdale des anxieux sociaux a ensuite été vérifiée dans de nombreuses situations. Par exemple, l'activation de leur amygdale à la vue de visages en colère ou effrayés est plus forte que chez les sujets témoins et l'ampleur de l'activation est positivement corrélée à la sévérité de leurs symptômes. Une étude par imagerie tomographie par émission de positons (TEP) a confirmé ces résultats.
Une prise en charge en psychothérapies cognitivo-comportementales ou par un traitement par citalopram a montré une diminution de l'activité du complexe amygdalien chez les répondeurs dans les deux groupes comparés aux patients en liste d'attente mais aussi dans d'autres structures limbiques : l'hippocampe, le cortex péri-amygdalien, rhinal et parahippocampique. Moindre était cette activation, meilleur était le pronostic à un an de suivi.

## Prévalence
| Pays           | Prévalence      |
| -------------- | --------------- |
| États-Unis     | 2–7 %           |
| Royaume-Uni    | 0,4 % (enfants) |
| Écosse         | 1,8 % (enfants) |
| Pays de Galles | 0,6 % (enfants) |
| Australie      | 1 à 2,7 %       |
| Brésil         | 4,7 à 7,9 %     |

On a pu penser que la phobie sociale était un trouble relativement rare. Le contraire a cependant été établi. La phobie sociale est bel et bien répandue mais la majorité des patients ne cherchent aucune aide psychiatrique. La prévalence varie grandement selon les symptômes liés au trouble.
L'enquête nationale de comorbidité (National Comorbidity Survey (en), NCS) conduite en 1994 auprès de plus de 8 000 Américains a montré une prévalence sur un an de 7,9 % et une prévalence tout au long de la vie de 13,3 % : la phobie sociale constitue ainsi, en prévalence, la troisième affection mentale après la dépression et l'alcoolisme, et le plus détectable des troubles anxieux. D'après les statistiques épidémiologiques américaines de la National Institute of Mental Health, la phobie sociale affecte plus de 5,3 millions d'adultes américains en une année,. Cependant, d'autres statistiques estiment de 2 à 7 pour cent la prévalence chez la population adulte américaine.
La phobie sociale est principalement diagnostiquée entre 10  et   13 ans. La comorbidité est rare après 25 ans et peut être typiquement précédé par des troubles paniques et un épisode dépressif majeur. La phobie sociale survient chez les femmes environ deux fois plus que chez les hommes, et les hommes recherchent en majorité à obtenir de l'aide. La phobie frapperait particulièrement les individus caucasiens de classe aisée et mariés. En tant que groupe, les individus souffrant de phobie sociale généralisée étudient moins bien à l'école et les salaires qu'ils gagnent sont plus bas. Des études menées en 2002 en Angleterre, en Écosse et au Pays de Galles recensent une prévalence variant entre 0,4 %, 1,8 % et 0,6 % respectivement.

## Traitements

### Psychothérapeutiques

#### Thérapies cognitivo-comportementales
Les thérapies cognitivo-comportementales donnent de bons résultats, allant de l'atténuation des symptômes à la rémission complète,,,. Elles peuvent se faire en individuel ou en groupe. On essaye de changer les pensées, les émotions et les comportements des patients face aux situations anxiogènes. Une prise en charge médicamenteuse peut être utile en complément, ou pour des patients qui n'ont pas accès aux psychothérapies.

#### Thérapies psychanalytiques
Les psychothérapies d'inspiration psychanalytiques, intensives ou non, peuvent être bénéfiques.

#### Exposition
La thérapie dite d'exposition consiste en une exposition répétée, progressive et contrôlée, à l'environnement posant problème, dans l'objectif de désensibiliser le patient. La thérapie d'exposition peut comprendre l'identification des pensées qui surgissent face à l'environnement, la réflexion sur ces pensées, et le changement des pensées si elles sont inappropriées.

#### Relaxation
La relaxation ou les thérapies basées sur la pleine conscience (MBCT) peuvent être utiles, les groupes d'affirmation de soi et les cours de théâtre (improvisation…)[réf. souhaitée] réservés aux personnes qui en souffrent.

#### Psycho-éducation
Une éducation du patient par rapport à ses difficultés, lui expliquer qu'elles sont partagées par d'autres personnes grâce à des témoignages de patients,, peut être utile.

#### Traitement de la dépression associée
Une baisse de l'estime de soi est couramment engendrée par ce trouble. Après des années elle peut engendrer une dépression. Si le trouble n'est pas résolu, un cercle vicieux peut se reproduire.
Ordre de priorité de traitement : la dépression (habituellement traitée comme une dépression classique) ; puis l'anxiété et le trouble en lui-même[réf. nécessaire].

##### Nouvelles thérapies
Certaines méthodes de thérapie comportementale et cognitive utilisant des supports numériques, et notamment la thérapie en réalité virtuelle, ont montré leur intérêt dans la phobie sociale.

### Médicamenteux
Un traitement médicamenteux peut être proposé en complément ou à la place d'une thérapie cognitivo-comportementale.

#### En première intention
- On propose des inhibiteurs sélectifs de la recapture de la sérotonine, des inhibiteurs de la recapture de la sérotonine et de la noradrénaline[6].

#### En seconde intention
- Les bêta-bloquants peuvent être utiles en cas de palpitations invalidantes.
- Les benzodiazépines sont déconseillés en dehors d'une intervention ponctuelle, à cause de leurs effets d'accoutumance et de dépendance[104],[105].
- Certains auteurs proposent le Kava-kava en phytothérapie[106] mais des inquiétudes par rapport à ces effets indésirables subsistent[107],[108]

##### Spécialistes de la phobie sociale en France
- Christophe André
- Antoine Pelissolo
- Frédéric Fanget
- Patrick Légeron
- Dominique Servant